# Nekrotická enteritida drůbeže
Nekrotická enteritida drůbeže (NE) je akutně nebo chronicky probíhající onemocnění (toxikóza) střevního traktu drůbeže i mnoha jiných ptáků, způsobované bakterií Clostridium perfringens a jejími toxiny. Nezbytným předpokladem vzniku NE jsou predispoziční faktory poškozující střevní sliznici (např. kokcidióza) nebo střevní mikroflóru (dietetické závady). Onemocnění způsobuje ekonomicky závažné problémy zejména ve výkrmu kuřat a krůťat.

## Historie a výskyt
Nekrotickou enteritidu u kuřat poprvé popsal Parish v roce 1961, který ji také experimentálně reprodukoval. Postupně byla NE diagnostikována v mnoha zemích světa s komerční produkcí hrabavé drůbeže. Nejzávažnější problémy způsobuje u výkrmových kuřat, kde ztráty v neléčených chovech mohou dosahovat 10 i více procent; u starších ptáků je výskyt sporadický. Mezi vysoce vnímavé také patří ptáci z čeledí Tetraonidae (tetřevovití) a Odontophoridae (křepelovití).

## Příčiny vzniku (etiologie)
Původcem onemocnění je podmíněně patogenní bakterie Clostridium perfringens, která je součástí normální střevní mikroflóry zvířat a člověka. Ve značném množství se také vyskytuje v půdě, v prachu, v bahně, ve fekáliích a v odpadních vodách. Nekrózu střevní sliznice nejčastěji způsobují toxiny produkované C. perfringens typů A  nebo C. Z případů nekrotické enteritidy u mladých pštrosů byla také izolována bakterie C. difficile.

### Morfologie a kultivace
C. perfringens je grampozitivní, sporogenní, nepohyblivá tyčinka velikosti 1 x 8 µm, někdy opouzdřená polysacharidovým pouzdrem. Produkuje řadu biologicky aktivních látek, z nichž nejdůležitější jsou letální a nekrotizující toxiny. Podle jejich zastoupení se kmeny C. perfringens dělí do skupin (typů) A – E.
Roste poměrně rychle na krevním agaru inkubovaném anaerogenně při 37 °C za vzniku hemolýzy. Na krevním agaru s ovčími  (králičími, lidskými) erytrocyty vzniká vnitřní zóna úplné hemolýzy, která je obklopena vnější zónou neúplné hemolýzy. Kolonie jsou kulaté, šedobílé barvy a průměrné velikosti 2–5 mm.

### Biochemické vlastnosti a odolnost v prostředí
Většina kmenů C. perfringens fermentuje glukózu, maltózu, laktózu a sacharózu, nefermentuje mannitol. Variabilně fermentuje salicin. Základními produkty fermentace jsou kyseliny octová a máselná. Želatina je hydrolyzována, indol není produkován. Pro určení druhu je významná tvorba lecitinázy a nepřítomnost lipázy.
C. perfringens se vyznačuje vysokou odolností ve vnějším prostředí.

## Vznik a šíření nemoci (epizootologie)

### Hostitel
Přirozené výskyty nekrotické enteritidy byly popsány u kura domácího ve věku od 2 týdnů do 6 měsíců, nejčastěji ale u brojlerů ve věku 2-5 týdnů chovaných na hluboké podestýlce. NE se také může vyskytovat u mladých krůťat a krůt, často v souvislosti s kokcidiózou nebo askaridiózou. Subklinická nekrotická enteritida u brojlerů zhoršuje využití krmiva a zpomaluje jejich růst.

### Patogeneze
Bakterie C. perfringens se běžně vyskytuje v přírodě i v prostředí s chovanou drůbeží; spory dlouhodobě přetrvávají v půdě, krmivu i v podestýlce. Je obecně považována za obligátní anaerobní bakterii střevního traktu drůbeže, jejíž množství ve střevě lze ovlivňovat dietou. Vysoká hladina rybí moučky, pšenice nebo ječmene v krmivu může predisponovat anebo exacerbovat výskyt nekrotické enteritidy. Poškození střevní sliznice (hrubá podestýlka, kokcidie, dysfunkce), silně zamořené prostředí, snížená odolnost (stresy, interkurentní infekce, infekční anémie kuřat, infekční burzitida drůbeže) jsou dalšími podpůrnými faktory vzniku NE. U starší drůbeže vzniká věková rezistence k onemocnění.
K onemocnění dochází exogenně po orálním příjmu velkého množství bakterií anebo jejich toxinů (krmivo, trus, podestýlka), nebo endogenně vlivem predispozičních faktorů, kdy dojde k pomnožení C. perfringens v konečníku a slepých střevech a následné migraci do tenkého střeva a produkci toxinů. Enterotoxin zvyšuje permeabilitu (propustnost) kapilár, porušuje transport tekutin a iontů přes stěnu střevní a vyvolává průjem a nekrózu enterocytů.

## Projevy nemoci (symptomatologie)
Inkubační doba po experimentální infekci je 1-2 dny.

### Klinika
V postiženém hejnu výkrmových kuřat se nemoc projevuje náhlými úhyny bez klinických příznaků během několika hodin (enterotoxémie) nebo protrahovaným průběhem s všeobecnými klinickými příznaky jako jsou deprese, nezájem o krmivo, polydipsie (zvýšená žíznivost), nechuť k pohybu, průjem, načepýřené peří, zpomalení růstu, vyhublost a úhyn. Mortalita se pohybuje kolem 5-20 % a kulminuje v prvních 10-14 dnech po výskytu.

### Patologie
Změny jsou zpravidla lokalizovány v tenkém střevu. Střeva jsou dilatovaná plynem a řídkým zelenavým nebo červenohnědým obsahem. Stěna střev je vrásčitá a zesílená v důsledku fibrinózně nekrotického zánětu a potažená volně nebo pevně lpícími žlutavými nebo zelenavými difteroidními membránami. Hemoragie mohou být přítomny, ale nejsou dominujícím rysem. Infekci C. perfringens mohou doprovázet zvětšená játra, slezina a ledviny s nekrotickými okrsky různé velikosti.

## Diagnostika
Diagnóza nekrotické enteritidy je založena na patologických změnách, izolaci a identifikaci příčinného agens. Lze také prokazovat toxin v séru, střevním obsahu a jaterním homogenátu.
Diferenciální diagnostika. Nekrotickou enteritidu nutno odlišit zejména od ulcerativní enteritidy ptáků a infekce kokcidií Eimeria brunetti. Biochemické charakteristiky C. colinum se liší od vlastností C. perfringens. Infekce E. brunetti se diagnostikují mikroskopicky; protože ale může probíhat současně s nekrotickou enteritidou, mohou být prokázána i obě agens najednou. Změny při nekrotické enteritidě jsou obvykle lokalizovány v tenkém střevu, s minimálním nebo žádným postižením slepých střev a jater. Izolace a identifikace potvrzuje diagnózu.

## Terapie a prevence
Léčebně i preventivně lze aplikovat řadu antimikrobiálních látek; nejhodnější je vycházet z výsledků testů citlivosti.
Preventivní opatření jsou obdobná jako při ulcerativní enteritidě ptáků. Z dalších opatření, která ale vykazují variabilní účinnost, jsou používány – odstranění rybí moučky z KS, aplikace probiotik (Lactobacillus acidophilus a Streptococcus faecium), medikace krmiv (Zn-bacitracin, avoparcin, linkomycin) nebo okyselení střevního traktu (ocet, kyselina mravenčí). V ohrožených oblastech se doporučuje bakteriologická kontrola krmiva a podestýlky.